# جزيرة سادولانغ الصغرى
جزيرة سادولانغ الصغرى وهي جزيرة من جزر إندونيسيا، وتقع ضمن جزر كانغيان في إقليم جاوة الشرقية.